# Buddhista kántálás
A buddhista kántálás vagy buddhista recitálás a zenei verselés egy formája, amely valamelyest hasonlít a hindu, a keresztény vagy a zsidó vallásos szavaláshoz. A buddhista világ szinte összes részén előfordul a thai vatoktól (kolostortemplomok) a tibeti buddhista templomokig. Majdnem minden buddhista iskolának saját, jellemző kántálási hagyománya van, függetlenül attól, hogy a théraváda vagy a mahájána irányzathoz tartozik.

## Hagyományos kántálás
A buddhizmusban a kántálás a tudat meditációra történő felkészítésének hagyományos módja, amely elsősorban formális gyakorlatnak számít (mind világi, mind egyházi környezetben). A buddhizmus bizonyos formáiban szertartásos célokra is használják a kántálást.
Míg a théraváda kántálások alapját a páli kánon szövegei adják, a mahájána és a vadzsrajána irányzatokban szélesebb forráskörből merítenek.

### Théraváda kántálás

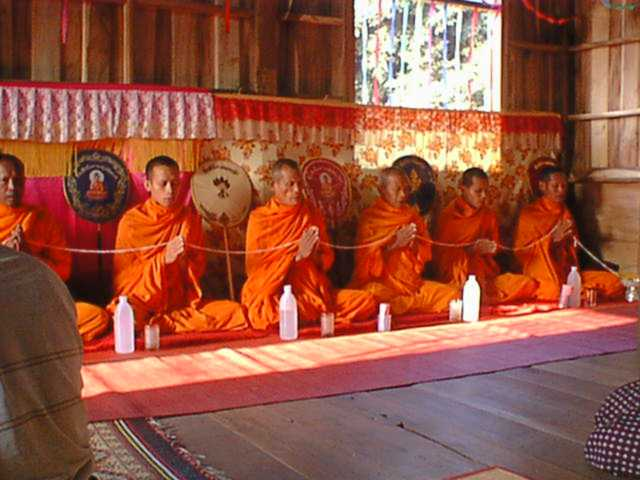
Buddhista szerzetesek kántálnak

A théraváda hagyományban a recitálás nyelve általában a páli vagy - az eredetiből készült fordítások esetében - a saját nemzeti nyelv. A legnépszerűbb théraváda kántálások közé tartoznak a következők:
- Buddhabhivadana (legfőbb hódolat Buddha előtt)
- Tiratana (a három menedék)
- Panycsasíla (az öt fogadalom)
- Buddha vandana (üdvözlet Buddhának)
- Dhamma vandana (üdvözlet a tanításainak)
- Szangha vandana (üdvözlet a nemes tanítványok közösségének)
- Upaddzshatthana (az öt emlékeztető)
- Mettá-szutta (Példabeszéd a szerető kedvességről)
- Elmélkedés a testről (a 32 testrész felsorolása).

A khmer buddhizmusban a hagyományos kántálás elnevezése a szmot.

### Mahájána szútrák kántálása

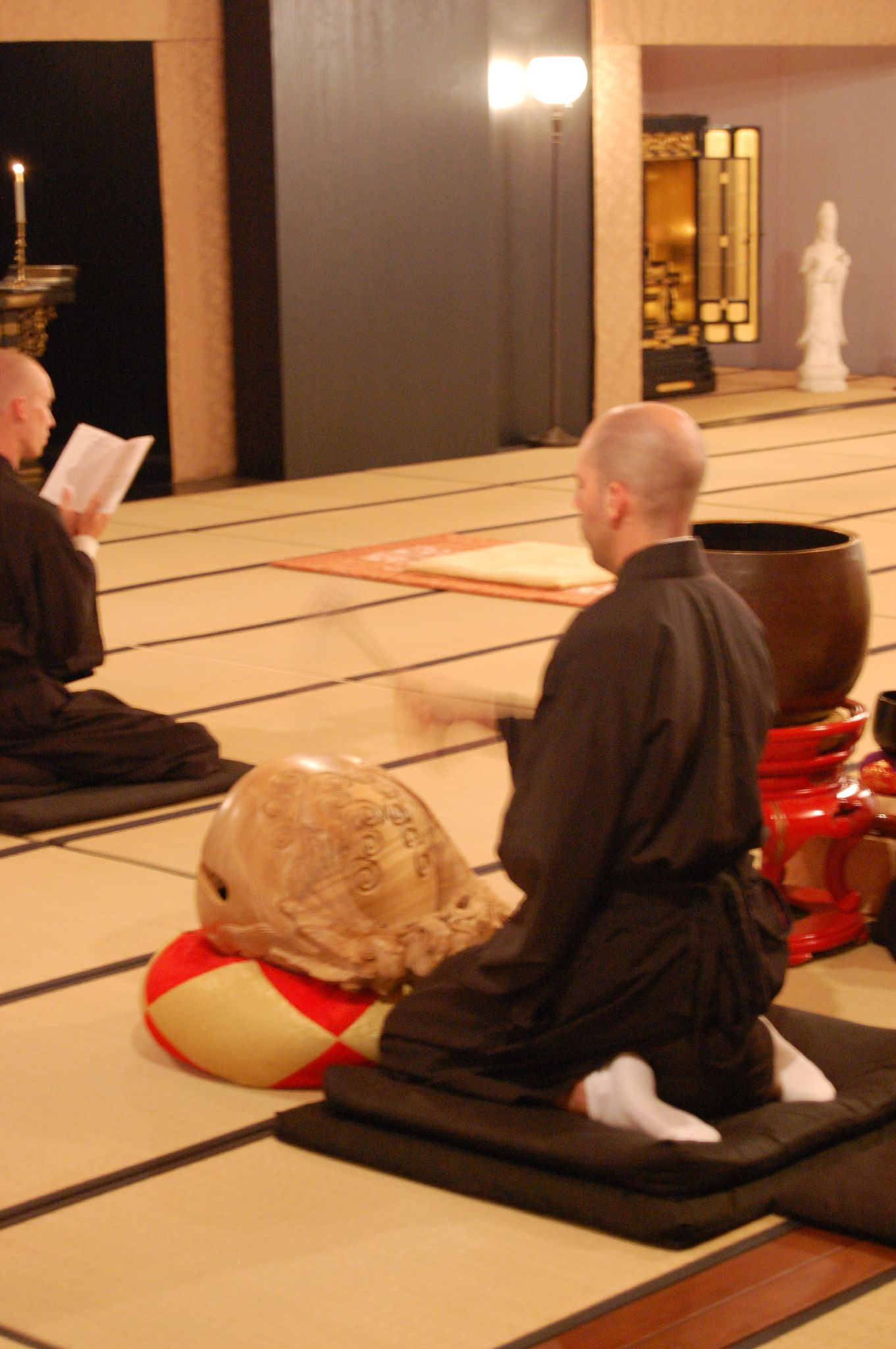
Kántálás a szútra teremben

Mivel a japán buddhizmus tizenhárom iskolára vált szét, illetve a közös gyökerekkel rendelkező csan, zen, és vietnámi thiền földrajzi okoknál fogva külön fejlődtek, különböző szövegcsoportokat használnak kántáláshoz a mahájána buddhizmuson belül:
- A nicsiren-buddhizmusban a napi gyakorlatok közé tartozik a namu mjóhó renge kjó (hódolat a Lótusz szútra igaz dharmájának) szótagok kántálása. A Lótusz szútra Sákjamuni Buddha igaz természetéről szól, aki elérte a megvilágosodást. A nicsiren buddhizmus gyakorlói számára a nam mjóhó renge kjó mantra a jelenségek igaz természetét jelenti. A szútra legnépszerűbb fejezetei a 2. és a 16.

- A Tiszta Föld buddhizmusban a nianfo, Namu Amida Butszu vagy Namo Amituofo (hódolat Amitábha Buddha előtt) kántálása népszerű. Formálisabb keretek között szintén recitálnak részeket a Végtelen élet szútrából vagy esetenként a teljes Amitábha-szútrát (ez nem csak a Tiszta Föld buddhizmus sajátossága, szintén kántálják a csan és a tendai buddhisták is).
- A Zen, a singon és más mahájána irányzatok gyakorlói szintén kántálják a Szív szútrát, főleg a reggeli szertartások alkalmával. Formálisabb keretek között szintén recitálnak még Buddha példázatokat (pl. a zen templomokban a Gyémánt szútrát vagy a tendai templomokban a Lótusz szútrát).
- Főleg a kínai, vietnámi és japán hagyományokban a „bűnbánati szertartások” alkalmával mélyen hódolnak különféle buddhák és bodhiszattvák előtt, illetve szertartásokat végeznek az éhes szellemek megmentése és etetése céljából. Ezeknek nincs egyetemesen használt formája, földrajzi elhelyezkedéstől és irányzattól függően változhatnak.

### Vadzsrajána kántálás
A vadzsrajána hagyományban előidézésre is használják a kántálást, hogy a gyakorló a tudatát egy bizonyos istenségre, egy tantrikus szertartásra, a mandalára vagy bizonyos koncepciókra összpontosítsa.
A vadzsrajána gyakorlók számára világszerte népszerűnek számít az om mani padme hum mantra kántálása, amely egyszerre fejez ki több fogalmat. A fontosabb recitálások közé tartozik még Tárá, Bhaisadzsjaguru és Amitábha Buddha mantrája.
A tibeti szerzetesek az ún. torokéneklést, a japán ezoterikus gyakorlók a sómjó elnevezésű kántálási stílust használják. Főleg Mongóliából vált ismertté a felhang éneklés, amely egy különleges kántálási stílus, amellyel egyszerre több hangmagasságot lehet kiadni.

## A dallamos kántálás kritikája

### Ghitasszara-szutta
A Ghitasszara-szuttában Buddha a következőket mondja a helytelen kántálással kapcsolatban:
Szerzetesek, a Dhamma zenei intonációs szavalásának öt veszélye van. Melyek ezek?
Amikor mi magunk ragaszkodunk a hanghoz, mások ragaszkodnak a hanghoz, a háztulajdonosok viszont bosszankodnak, “ahogy mi éneklünk úgy énekeljenek ezek a sákja fiak is”. Akiknek nem tetszik az a hang, azokat megzavarja a koncentrációban, és későbbi nemzedékek pedig úgy másolják le azt.
Szerzetesek, ezek a Dhamma zenei intonációs szavalásának veszélyei.

## Külső hivatkozások
- "Buddhista kántálás" - BuddhaNet Audio.
- "Kántálási útmutató", - az amerikai Dhammayut rend.
- "Kántálás angol nyelvű fordításokkal és templomi szabályzattal" Archiválva 2015. október 3-i dátummal a Wayback Machine-ben, a zen Kwan Um iskola kántálási könyve.